# Apostel Jesu
Die Apostel Jesu (Ordenskürzel: AJ, en: Congregation of the Apostles of Jesus) ist eine afrikanische Missionsgesellschaft der Römisch-katholischen Kirche.

## Geschichte
Diese Apostel Jesu sind die erste ausschließlich afrikanische Missionsgemeinschaft. Sie wurde als Kongregation für Priester und Laienbrüder am 22. August 1968 gegründet. Ihr Gründer war der Comboni-Missionar Pater Giovanni Marengoni MCCJ († 27. Juli 2007 in Mailand). Die bischöfliche Genehmigung erhielt die Gemeinschaft von Bischof Sisto Mazzoldi MCCJ. Er war von 1967 bis 1980 der erste Bischof der Diözese Moroto in Uganda.
Mit Dekret vom 21. Juni 2018 wurde die Gemeinschaft im Ergebnis einer Apostolischen Visitation einem „Päpstlichen Kommissar“ unterstellt und ihr verboten, neue Mitglieder aufzunehmen. Der Kommissar erhält umfangreiche kirchenrechtliche Befugnisse, um die Vorwürfe des Kindesmissbrauchs aufzuklären sowie in welchem Umfang Mitglieder der Gemeinschaft nicht nach der Regel leben. Die sog. „Kleinen Seminare“ werden geschlossen; es soll geprüft werden, ob sie in reguläre, allen zugängliche Schulen umgewandelt werden können. Das Gemeinschaftsleben soll wieder hergestellt werden; das betrifft auch die Mitglieder in den USA und in Europa. Weiter sollen das Ausbildungssystem des Ordens und seine finanziellen Verhältnisse geprüft werden.

## Organisation
Die Missionsgemeinschaft mit ihren 370 Priestern und Laienbrüdern ist heute in über 30 Diözesen Afrikas vertreten, hierzu gehören die Länder Uganda, Kenia, Tansania, Sudan, Südafrika, Dschibuti und Äthiopien. In Europa und den Vereinigten Staaten hat die Gemeinschaft in über 20 Diözesen, die auf 15 verschiedenen Staaten verteilt sind, Ordensvertretungen. Die Missionspriester sind als Gemeindepfarrer, Vikare und Krankenhauskapläne tätig und betreuen auch Schuleinrichtungen.
Das Generalat wird vom Generalsuperior, der für eine sechsjährige Amtszeit gewählt wurde, geleitet. Er ist gleichzeitig Vorsitzender des Generalrates. Die Ordensgemeinschaft ist in fünf Ordensprovinzen (Uganda, Kenia, Tansania, Sudan und Vereinigte Staaten) unterteilt. Jede Ordensprovinz wird von einem Provinzial und seinem Provinzialrat geleitet. Das Generalat der Gemeinschaft ist im „Mazzoldi House“, in Nairobi beheimatet.

## Missionsarbeit
Ihr Auftrag besteht in der Verbreitung des Evangeliums, dem Aufbau von Seminarhäuser, Bildungseinrichtungen und Schulen, dem Aufbau von Gesundheitszentren, landwirtschaftliche Tätigkeiten und der Betreuung von Kindern, deren Eltern an HIV/AIDS verstorben sind.

## Allgemeines
Am 27. Juni 2007 wurde mit Emmanuel Obbo AJ das erste Mitglied dieser bischöflichen Kongregation zum Bischof geweiht. Er war Diözesanbischof von Soroti in Uganda. Am 2. Januar 2014 ernannte ihn Papst Franziskus zum Erzbischof von Tororo.